# Superliga Brasileira de Voleibol Masculino de 2023 - Série B
A Superliga Brasileira de Voleibol Masculino de 2023 - Série B foi a 12.ª edição desta competição organizada pela Confederação Brasileira de Voleibol (CBV) através da Unidade de Competições Nacionais. Trata-se da segunda divisão da Superliga Brasileira de Voleibol Masculino, a principal competição entre clubes de voleibol masculino do Brasil, que contou com a presença de 10 equipes provenientes de oito estados brasileiros.
A equipe do Joinville Vôlei – líder da fase classficatória – conquistou o inédito título da Superliga Série B após vencer o Azulim Gabarito/Monte Carmelo – vice-líder da fase classificatória – e ambas equipes garantiram vagas para a Superliga Série A de 2023–24.

## Formato da disputa
A competição foi disputada em 3 três fases: classificatória, semifinais e final, conforme segue: na fase classificatória as equipes formaram um grupo único, jogando todos contra todos. Nesta fase, a vitória por 3–0 ou 3–1 garantiu três pontos para o vencedor e nenhum ponto para o perdedor. Já com o placar de 3–2, o vencedor da partida garantiu dois pontos e o perdedor um.
As semifinais foram disputada pelas quatro equipes mais bem colocadas da fase classificatória, no sistema de playoff (melhor de três jogos), ou seja, vencedor de 2 partidas. O primeiro jogo ocorreu na casa do pior colocado e o segundo e terceiro jogos (se necessário) na casa do melhor colocado da fase classificatória, respeitando-se o ordenamento: semifinal 1 - 1.º x 4.º e semifinal 2 - 2.º x 3.º.
A final foi disputada entre as duas equipes vencedoras da fase semifinal em um único jogo, na casa da equipe vencedora de melhor índice técnico da fase classificatória. A classificação do 5.º ao 10.º lugar foi definida de acordo com o índice técnico da fase classificatória. A classificação de 3.º e 4.º colocados foi definida de acordo com o índice técnico da fase classificatória, dentre os perdedores participantes da semifinal.

## Equipes participantes
As seguintes equipes se qualificaram para a disputa da Superliga Série B de 2023.
| Equipe                        | Cidade         | Última participação | Temporada 2022                               |
| ----------------------------- | -------------- | ------------------- | -------------------------------------------- |
| Neurologia Ativa              | Goiânia        | Estreante           | Campeão da Sede Brasília na Superliga C      |
| Aprov/Chapecó                 | Chapecó        | 2022                | 8.º colocado na Superliga B                  |
| Azulim Gabarito/Monte Carmelo | Uberlândia     | 2020                | 12.º colocado na Superliga A                 |
| Goiás Vôlei                   | Goiânia        | 2021                | 11.º colocado na Superliga A                 |
| Joinville Vôlei               | Joinville      | Estreante           | Campeão da Sede Timbó na Superliga C         |
| Manaus Vôlei                  | Manaus         | Estreante           | Campeão da Sede Manaus na Superliga C        |
| Minas Tênis Clube             | Belo Horizonte | Estreante           | Campeão da Sede Teófilo Otoni na Superliga C |
| Niterói Vôlei Clube           | Niterói        | 2022                | 4.º colocado na Superliga B                  |
| Araucária Vôlei               | Araucária      | 2022                | 5.º colocado na Superliga B                  |
| Vôlei Futuro                  | Araçatuba      | 2022                | 6.º colocado na Superliga B                  |

## Critérios para índice técnico
O critério de desempate, na fase classificatória entre duas ou mais equipes, obedecerá aos seguintes critérios pela ordem:
1. Número de vitórias;
2. Razão de sets;
3. Razão de pontos;
4. Confronto direto (caso haja empate entre duas equipes);
5. Sorteio (cujas normas de realização serão definidas pela CBV).[4]

## Fase classificatória
|  | Classificado para as semifinais            |
|  | Rebaixado para a Superliga Série C de 2023 |

|     |                               |     | Jogos | Jogos | Jogos | Resultados | Resultados | Resultados | Resultados | Resultados | Resultados | Sets | Sets | Sets  | Pontos | Pontos | Pontos |
| Pos | Equipe                        | Pts | T     | V     | D     | 3–0        | 3–1        | 3–2        | 2–3        | 1–3        | 0–3        | V    | P    | R     | V      | P      | R      |
| --- | ----------------------------- | --- | ----- | ----- | ----- | ---------- | ---------- | ---------- | ---------- | ---------- | ---------- | ---- | ---- | ----- | ------ | ------ | ------ |
| 1   | Joinville Vôlei               | 21  | 9     | 8     | 1     | 4          | 1          | 3          | 0          | 1          | 0          | 25   | 10   | 2.500 | 826    | 725    | 1.139  |
| 2   | Azulim Gabarito/Monte Carmelo | 21  | 9     | 7     | 2     | 4          | 2          | 1          | 1          | 0          | 1          | 23   | 10   | 2.300 | 758    | 705    | 1.075  |
| 3   | Neurologia Ativa              | 17  | 9     | 5     | 4     | 2          | 2          | 1          | 3          | 1          | 0          | 22   | 16   | 1.375 | 874    | 831    | 1.052  |
| 4   | Araucária Vôlei               | 16  | 9     | 6     | 3     | 1          | 3          | 2          | 0          | 2          | 1          | 20   | 16   | 1.250 | 824    | 809    | 1.019  |
| 5   | Goiás Vôlei                   | 15  | 9     | 5     | 4     | 2          | 1          | 2          | 2          | 1          | 1          | 20   | 17   | 1.176 | 824    | 787    | 1.047  |
| 6   | Manaus Vôlei                  | 15  | 9     | 4     | 5     | 2          | 2          | 0          | 3          | 1          | 1          | 19   | 17   | 1.118 | 819    | 806    | 1.016  |
| 7   | Niterói Vôlei Clube           | 12  | 9     | 4     | 5     | 2          | 1          | 1          | 1          | 2          | 2          | 16   | 18   | 0.889 | 735    | 776    | 0.947  |
| 8   | Minas Tênis Clube             | 8   | 9     | 3     | 6     | 0          | 1          | 2          | 1          | 2          | 3          | 13   | 23   | 0.565 | 793    | 832    | 0.953  |
| 9   | Aprov/Chapecó                 | 8   | 9     | 3     | 6     | 0          | 1          | 2          | 1          | 2          | 3          | 13   | 23   | 0.565 | 781    | 822    | 0.950  |
| 10  | Vôlei Futuro                  | 2   | 9     | 0     | 9     | 0          | 0          | 0          | 2          | 1          | 6          | 5    | 27   | 0.185 | 543    | 873    | 0.622  |

- Local: Os times que estão ao lado esquerdo da tabela jogam em casa.
- As partidas seguem o horário local.

### 1ª rodada
| Data   | Hora  |                               | Placar |                   | Set 1 | Set 2 | Set 3 | Set 4 | Set 5 | Total | Relatório |
| ------ | ----- | ----------------------------- | ------ | ----------------- | ----- | ----- | ----- | ----- | ----- | ----- | --------- |
| 21 jan | 16:00 | Azulim Gabarito/Monte Carmelo | 3–0    | Minas Tênis Clube | 25–18 | 25–20 | 25–17 |       |       | 75–55 |           |
| 21 jan | 19:00 | Goiás Vôlei                   | 3–0    | Manaus Vôlei      | 25–20 | 25–16 | 25–21 |       |       | 75–57 |           |
| 21 jan | 19:00 | Aprov/Chapecó                 | 0–3    | Neurologia Ativa  | 22–25 | 20–25 | 22–25 |       |       | 64–75 |           |
| 21 jan | 19:00 | Niterói Vôlei Clube           | 0–3    | Joinville Vôlei   | 22–25 | 14–25 | 16–25 |       |       | 52–75 |           |
| 21 jan | 19:00 | Araucária Vôlei               | 3–0    | Vôlei Futuro      | 25–21 | 25–19 | 25–23 |       |       | 75–63 |           |

### 2ª rodada
| Data   | Hora  |                               | Placar |                   | Set 1 | Set 2 | Set 3 | Set 4 | Set 5 | Total   | Relatório |
| ------ | ----- | ----------------------------- | ------ | ----------------- | ----- | ----- | ----- | ----- | ----- | ------- | --------- |
| 28 jan | 16:00 | Azulim Gabarito/Monte Carmelo | 3–2    | Neurologia Ativa  | 25–20 | 20–25 | 25–18 | 16–25 | 16–14 | 102–102 |           |
| 28 jan | 19:00 | Goiás Vôlei                   | 1–3    | Araucária Vôlei   | 23–25 | 26–24 | 17–25 | 23–25 |       | 89–99   |           |
| 28 jan | 19:00 | Niterói Vôlei Clube           | 3–0    | Vôlei Futuro      | 25–22 | 25–22 | 26–24 |       |       | 76–68   |           |
| 28 jan | 19:00 | Aprov/Chapecó                 | 0–3    | Joinville Vôlei   | 23–25 | 16–25 | 16–25 |       |       | 55–75   |           |
| 28 jan | 19:30 | Manaus Vôlei                  | 3–1    | Minas Tênis Clube | 25–15 | 25–21 | 23–25 | 25–18 |       | 98–79   |           |

### 3ª rodada
| Data  | Hora  |                   | Placar |                               | Set 1 | Set 2 | Set 3 | Set 4 | Set 5 | Total   | Relatório |
| ----- | ----- | ----------------- | ------ | ----------------------------- | ----- | ----- | ----- | ----- | ----- | ------- | --------- |
| 4 fev | 15:00 | Minas Tênis Clube | 3–2    | Goiás Vôlei                   | 22–25 | 23–25 | 29–27 | 29–27 | 15–9  | 118–113 |           |
| 4 fev | 18:00 | Vôlei Futuro      | 2–3    | Aprov/Chapecó                 | 17–25 | 25–22 | 30–28 | 17–25 | 14–16 | 103–116 |           |
| 4 fev | 19:00 | Neurologia Ativa  | 3–2    | Manaus Vôlei                  | 25–22 | 25–20 | 21–25 | 24–26 | 23–21 | 118–114 |           |
| 4 fev | 19:00 | Araucária Vôlei   | 3–2    | Niterói Vôlei Clube           | 22–25 | 25–27 | 31–29 | 25–21 | 15–10 | 118–112 |           |
| 4 fev | 20:00 | Joinville Vôlei   | 1–3    | Azulim Gabarito/Monte Carmelo | 23–25 | 25–23 | 24–26 | 22–25 |       | 94–99   |           |

### 4ª rodada
| Data   | Hora  |                               | Placar |                     | Set 1 | Set 2 | Set 3 | Set 4 | Set 5 | Total   | Relatório |
| ------ | ----- | ----------------------------- | ------ | ------------------- | ----- | ----- | ----- | ----- | ----- | ------- | --------- |
| 11 fev | 16:00 | Azulim Gabarito/Monte Carmelo | 3–0    | Vôlei Futuro        | 25–16 | 26–24 | 25–20 |       |       | 76–60   |           |
| 11 fev | 17:00 | Minas Tênis Clube             | 3–1    | Neurologia Ativa    | 25–22 | 12–25 | 28–26 | 25–18 |       | 90–91   |           |
| 11 fev | 19:00 | Goiás Vôlei                   | 3–1    | Niterói Vôlei Clube | 25–16 | 25–18 | 18–25 | 25–20 |       | 93–79   |           |
| 11 fev | 19:00 | Aprov/Chapecó                 | 3–1    | Araucária Vôlei     | 25–13 | 19–25 | 26–24 | 25–20 |       | 95–82   |           |
| 11 fev | 19:30 | Manaus Vôlei                  | 2–3    | Joinville Vôlei     | 26–24 | 22–25 | 25–19 | 17–25 | 12–15 | 102–108 |           |

### 5ª rodada
| Data   | Hora  |                     | Placar |                               | Set 1 | Set 2 | Set 3 | Set 4 | Set 5 | Total   | Relatório |
| ------ | ----- | ------------------- | ------ | ----------------------------- | ----- | ----- | ----- | ----- | ----- | ------- | --------- |
| 15 fev | 19:00 | Neurologia Ativa    | 2–3    | Goiás Vôlei                   | 25–18 | 22–25 | 25–23 | 19–25 | 11–15 | 102–106 |           |
| 15 fev | 19:00 | Vôlei Futuro        | 0–3    | Manaus Vôlei                  | 18–25 | 20–25 | 19–25 |       |       | 57–75   |           |
| 15 fev | 19:30 | Araucária Vôlei     | 3–2    | Azulim Gabarito/Monte Carmelo | 23–25 | 19–25 | 25–21 | 25–18 | 15–12 | 107–101 |           |
| 16 fev | 19:00 | Joinville Vôlei     | 3–0    | Minas Tênis Clube             | 25–23 | 25–22 | 25–23 |       |       | 75–68   |           |
| 1 mar  | 16:00 | Niterói Vôlei Clube | 3–0    | Aprov/Chapecó                 | 26–24 | 25–21 | 25–22 |       |       | 76–67   |           |

### 6ª rodada
| Data   | Hora  |                               | Placar |                     | Set 1 | Set 2 | Set 3 | Set 4 | Set 5 | Total   | Relatório |
| ------ | ----- | ----------------------------- | ------ | ------------------- | ----- | ----- | ----- | ----- | ----- | ------- | --------- |
| 25 fev | 14:00 | Minas Tênis Clube             | 3–2    | Vôlei Futuro        | 28–30 | 25–20 | 25–17 | 22–25 | 15–10 | 115–102 |           |
| 25 fev | 19:00 | Goiás Vôlei                   | 3–2    | Aprov/Chapecó       | 23–25 | 25–21 | 25–19 | 23–25 | 15–9  | 111–99  |           |
| 25 fev | 19:00 | Neurologia Ativa              | 2–3    | Joinville Vôlei     | 25–23 | 28–30 | 25–22 | 24–26 | 12–15 | 114–116 |           |
| 25 fev | 19:30 | Manaus Vôlei                  | 1–3    | Araucária Vôlei     | 17–25 | 17–25 | 25–23 | 20–25 |       | 79–98   |           |
| 26 fev | 16:00 | Azulim Gabarito/Monte Carmelo | 3–0    | Niterói Vôlei Clube | 25–14 | 25–23 | 25–22 |       |       | 75–59   |           |

### 7ª rodada
| Data  | Hora  |                     | Placar |                               | Set 1 | Set 2 | Set 3 | Set 4 | Set 5 | Total   | Relatório |
| ----- | ----- | ------------------- | ------ | ----------------------------- | ----- | ----- | ----- | ----- | ----- | ------- | --------- |
| 4 mar | 18:00 | Vôlei Futuro        | 0–3    | Neurologia Ativa              | 16–25 | 21–25 | 22–25 |       |       | 59–75   |           |
| 4 mar | 18:00 | Araucária Vôlei     | 3–1    | Minas Tênis Clube             | 25–22 | 16–25 | 25–20 | 25–23 |       | 91–90   |           |
| 4 mar | 19:00 | Niterói Vôlei Clube | 3–2    | Manaus Vôlei                  | 25–23 | 26–28 | 21–25 | 35–33 | 15–12 | 122–121 |           |
| 4 mar | 19:00 | Aprov/Chapecó       | 1–3    | Azulim Gabarito/Monte Carmelo | 25–17 | 22–25 | 21–25 | 20–25 |       | 88–92   |           |
| 4 mar | 20:00 | Joinville Vôlei     | 3–2    | Goiás Vôlei                   | 21–25 | 22–25 | 25–15 | 25–22 | 15–11 | 108–98  |           |

### 8ª rodada
| Data  | Hora  |                   | Placar |                               | Set 1 | Set 2 | Set 3       | Set 4 | Set 5 | Total  | Relatório |
| ----- | ----- | ----------------- | ------ | ----------------------------- | ----- | ----- | ----------- | ----- | ----- | ------ | --------- |
| 8 mar | 19:00 | Minas Tênis Clube | 0–3    | Niterói Vôlei Clube           | 22–25 | 24–26 | 21–25       |       |       | 67–76  |           |
| 8 mar | 19:00 | Neurologia Ativa  | 3–1    | Araucária Vôlei               | 29–31 | 25–21 | 25–21       | 26–24 |       | 105–97 |           |
| 8 mar | 19:30 | Manaus Vôlei      | 3–1    | Aprov/Chapecó                 | 25–20 | 25–19 | 22–25       | 25–22 |       | 97–86  |           |
| 8 mar | 20:00 | Goiás Vôlei       | 0–3    | Azulim Gabarito/Monte Carmelo | 22–25 | 21–25 | 21–25       |       |       | 64–75  |           |
| 8 mar | 20:00 | Joinville Vôlei   | 3–1    | Vôlei Futuro                  | 25–16 | 25–23 | 25–27–25-14 |       |       | 75–66  |           |

### 9ª rodada
| Data   | Hora  |                               | Placar |                   | Set 1 | Set 2 | Set 3 | Set 4 | Set 5 | Total   | Relatório |
| ------ | ----- | ----------------------------- | ------ | ----------------- | ----- | ----- | ----- | ----- | ----- | ------- | --------- |
| 11 mar | 16:00 | Azulim Gabarito/Monte Carmelo | 0–3    | Manaus Vôlei      | 19–25 | 20–25 | 24–26 |       |       | 63–76   |           |
| 11 mar | 18:00 | Vôlei Futuro                  | 0–3    | Goiás Vôlei       | 18–25 | 14–25 | 18–25 |       |       | 50–75   |           |
| 11 mar | 19:00 | Araucária Vôlei               | 0–3    | Joinville Vôlei   | 17–25 | 20–25 | 20–25 |       |       | 57–75   |           |
| 11 mar | 19:00 | Niterói Vôlei Clube           | 1–3    | Neurologia Ativa  | 16–25 | 23–25 | 25–17 | 19–25 |       | 83–92   |           |
| 12 mar | 19:00 | Aprov/Chapecó                 | 3–2    | Minas Tênis Clube | 22–25 | 25–22 | 29–27 | 20–25 | 15–12 | 111–111 |           |

## Playoffs

### Chaveamento final
|  | Semifinal                     | Semifinal                     | Semifinal                     | Semifinal                     |                 |                 | Final | Final | Final | Final |
|  |                               |                               |                               |                               |                 |                 |       |       |       |       |
|  |                               |                               |                               |                               |                 |                 |       |       |       |       |
|  |                               |                               |                               |                               |                 |                 |       |       |       |       |
|  | Araucária Vôlei               | 0                             | 0                             |                               |                 |                 |       |       |       |       |
|  | Araucária Vôlei               | 0                             | 0                             |                               |                 |                 |       |       |       |       |
|  | Joinville Vôlei               | 3                             | 3                             |                               |                 |                 |       |       |       |       |
|  | Joinville Vôlei               | 3                             | 3                             | Joinville Vôlei               | Joinville Vôlei | Joinville Vôlei | 3     |       |       |       |
|  |                               |                               |                               |                               | Joinville Vôlei | Joinville Vôlei | 3     |       |       |       |
|  |                               | Azulim Gabarito/Monte Carmelo | Azulim Gabarito/Monte Carmelo | Azulim Gabarito/Monte Carmelo | 1               |                 |       |       |       |       |
|  | Azulim Gabarito/Monte Carmelo | Azulim Gabarito/Monte Carmelo | Azulim Gabarito/Monte Carmelo | Azulim Gabarito/Monte Carmelo | 1               | 3               | 3     |       |       |       |
|  | Azulim Gabarito/Monte Carmelo |                               |                               |                               |                 | 3               | 3     |       |       |       |
|  | Neurologia Ativa              | 0                             | 0                             |                               |                 |                 |       |       |       |       |
|  | Neurologia Ativa              | 0                             | 0                             |                               |                 |                 |       |       |       |       |

- As partidas seguem o horário local.

### Semifinais
1.º Jogo
| Data   | Hora  |                  | Placar |                               | Set 1 | Set 2 | Set 3 | Set 4 | Set 5 | Total | Relatório |
| ------ | ----- | ---------------- | ------ | ----------------------------- | ----- | ----- | ----- | ----- | ----- | ----- | --------- |
| 17 mar | 19:00 | Neurologia Ativa | 0–3    | Azulim Gabarito/Monte Carmelo | 19–25 | 23–25 | 19–25 |       |       | 61–75 | Relatório |
| 17 mar | 19:30 | Araucária Vôlei  | 0–3    | Joinville Vôlei               | 21–25 | 16–25 | 18–25 |       |       | 55–75 | Relatório |

2.º Jogo
| Data   | Hora  |                               | Placar |                  | Set 1 | Set 2 | Set 3 | Set 4 | Set 5 | Total | Relatório |
| ------ | ----- | ----------------------------- | ------ | ---------------- | ----- | ----- | ----- | ----- | ----- | ----- | --------- |
| 23 mar | 19:00 | Joinville Vôlei               | 3–0    | Araucária Vôlei  | 25–20 | 25–14 | 25–11 |       |       | 75–45 | Relatório |
| 23 mar | 21:30 | Azulim Gabarito/Monte Carmelo | 3–0    | Neurologia Ativa | 25–16 | 26–24 | 25–16 |       |       | 76–56 | Relatório |

### Terceiro lugar
| Data   | Hora  |                  | Placar |                 | Set 1 | Set 2 | Set 3 | Set 4 | Set 5 | Total  | Relatório |
| ------ | ----- | ---------------- | ------ | --------------- | ----- | ----- | ----- | ----- | ----- | ------ | --------- |
| 30 mar | 19:00 | Neurologia Ativa | 2–3    | Araucária Vôlei | 21–25 | 25–15 | 25–19 | 21–25 | 9–15  | 101–99 | Resultado |

### Final
| Data   | Hora  |                 | Placar |                               | Set 1 | Set 2 | Set 3 | Set 4 | Set 5 | Total  | Relatório |
| ------ | ----- | --------------- | ------ | ----------------------------- | ----- | ----- | ----- | ----- | ----- | ------ | --------- |
| 30 mar | 18:30 | Joinville Vôlei | 3–1    | Azulim Gabarito/Monte Carmelo | 25–21 | 25–20 | 30–32 | 25–21 |       | 105–94 | Relatório |

## Classificação final
| Posição           | Equipe                        | Classificação/rebaixamento   |
| ----------------- | ----------------------------- | ---------------------------- |
| Medalha de ouro   | Joinville Vôlei               | Superliga Série A de 2023–24 |
| Medalha de prata  | Azulim Gabarito/Monte Carmelo | Superliga Série A de 2023–24 |
| Medalha de bronze | Araucária Vôlei               | Superliga Série B de 2024    |
| 4                 | Neurologia Ativa              | Superliga Série B de 2024    |
| 5                 | Goiás Vôlei                   | Superliga Série B de 2024    |
| 6                 | Manaus Vôlei                  | Superliga Série B de 2024    |
| 7                 | Niterói Vôlei Clube           | Superliga Série C de 2023    |
| 8                 | Minas Tênis Clube             | Superliga Série C de 2023    |
| 9                 | Aprov/Chapecó                 | Superliga Série C de 2023    |
| 10                | Vôlei Futuro                  | Superliga Série C de 2023    |

## Premiação
| Superliga Série B de 2023            |
| Santa Catarina                       |
| ------------------------------------ |
| Joinville Vôlei Campeão (1.º título) |